# Associazione Calcio Lecco 1936-1937
Questa voce raccoglie le informazioni riguardanti  l'Associazione Calcio Lecco nelle competizioni ufficiali della stagione 1936-1937.

## Stagione
Nella stagione 1936-37 il Lecco ha disputato il girone B del campionato di Serie C, con 30 punti si è piazzato in nona posizione di classifica, il torneo è stato vinto dal Vigevano con 42 punti che ha ottenuto la promozione in Serie B.

## Rosa
| N. |                   | Ruolo | Calciatore           |
| -- | ----------------- | ----- | -------------------- |
|    | Italia (bandiera) | C     | Francesco Bacciocchi |
|    | Italia (bandiera) | D     | Carlo Ballerini      |
|    | Italia (bandiera) | C     | Pietro Bario         |
|    | Italia (bandiera) | D     | Angelo Belloni       |
|    | Italia (bandiera) | D     | Luigi Canepa         |
|    | Italia (bandiera) | C     | Carlo Clerici        |
|    | Italia (bandiera) | D     | Alberto Citterio     |
|    | Italia (bandiera) | D     | Bruno De Vecchi      |
|    | Italia (bandiera) | A     | Pierino Esposito     |

| N. |                   | Ruolo | Calciatore        |
| -- | ----------------- | ----- | ----------------- |
|    | Italia (bandiera) | C     | Luigi Giunta      |
|    | Italia (bandiera) | P     | Augusto Mauri     |
|    | Italia (bandiera) | C     | Angelo Meroni     |
|    | Italia (bandiera) | A     | Angelo Minoia     |
|    | Italia (bandiera) | D     | Luigi Rocca       |
|    | Italia (bandiera) | A     | Felice Tedeschi   |
|    | Italia (bandiera) | A     | Mauro Tedeschi    |
|    | Italia (bandiera) | C     | Renzo Tonani      |
|    | Italia (bandiera) | D     | Alfredo Valsecchi |